# Stivale Wellington

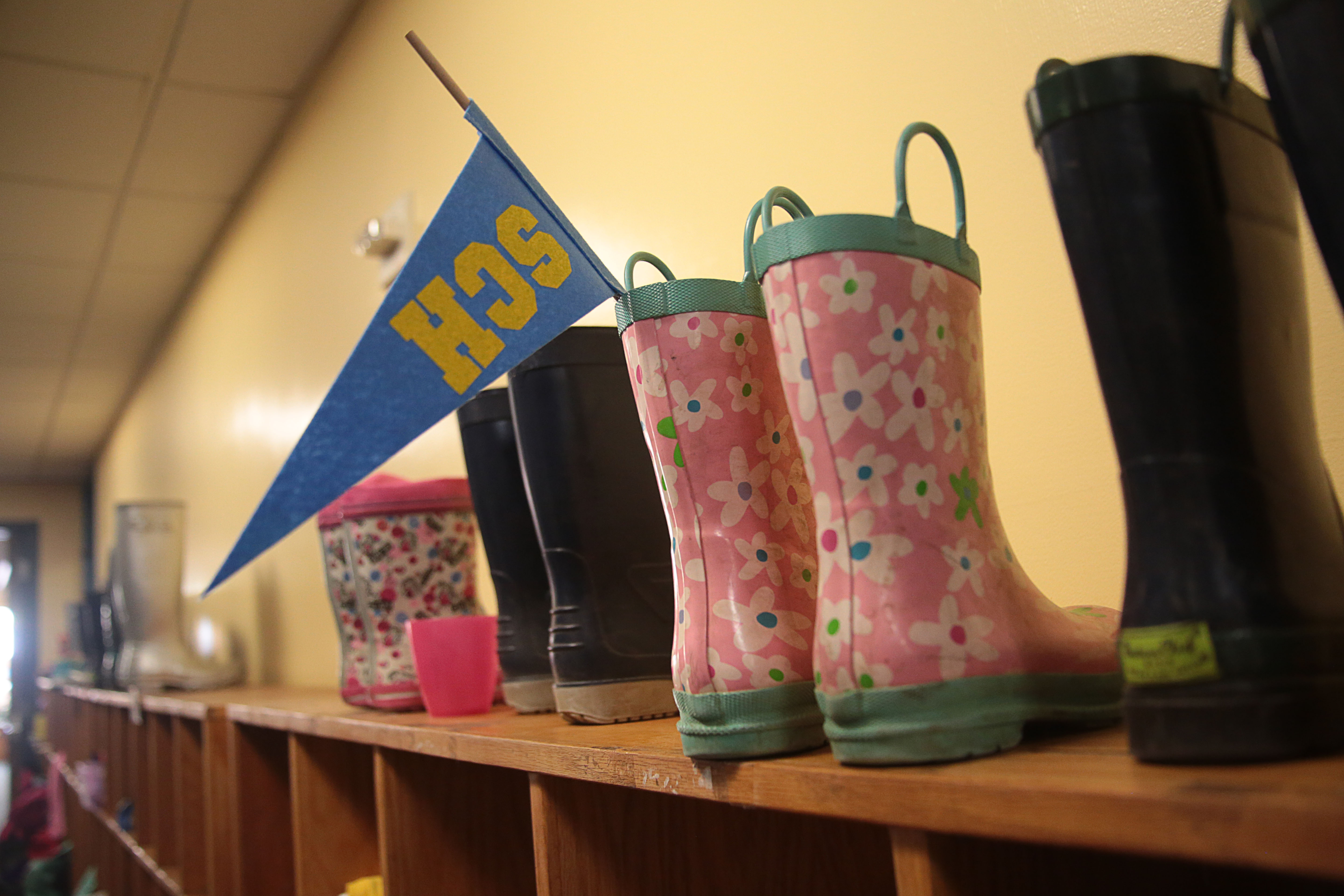
Esempio di stivali Wellington in gomma

Gli stivali Wellington (in inglese Wellington boots o Wellies, poi chiamati anche stivali di gomma) erano in origine un tipo di stivale in pelle, adattamento dagli stivali assiani (importati per la prima volta in Inghilterra dalla Germania tra il 1794 e il 1795). Furono indossati e resi famosi da Arthur Wellesley, I duca di Wellington. Lo stivale Wellington divenne un punto fermo nell'abbigliamento pratico per l'aristocrazia britannica e la borghesia all'inizio del XIX secolo. Il nome è stato usato in seguito per indicare gli stivali impermeabili in gomma, ora di uso comune in attività agricole, caccia, pesca e, più in generale, attività all'aperto.

## Utilizzo

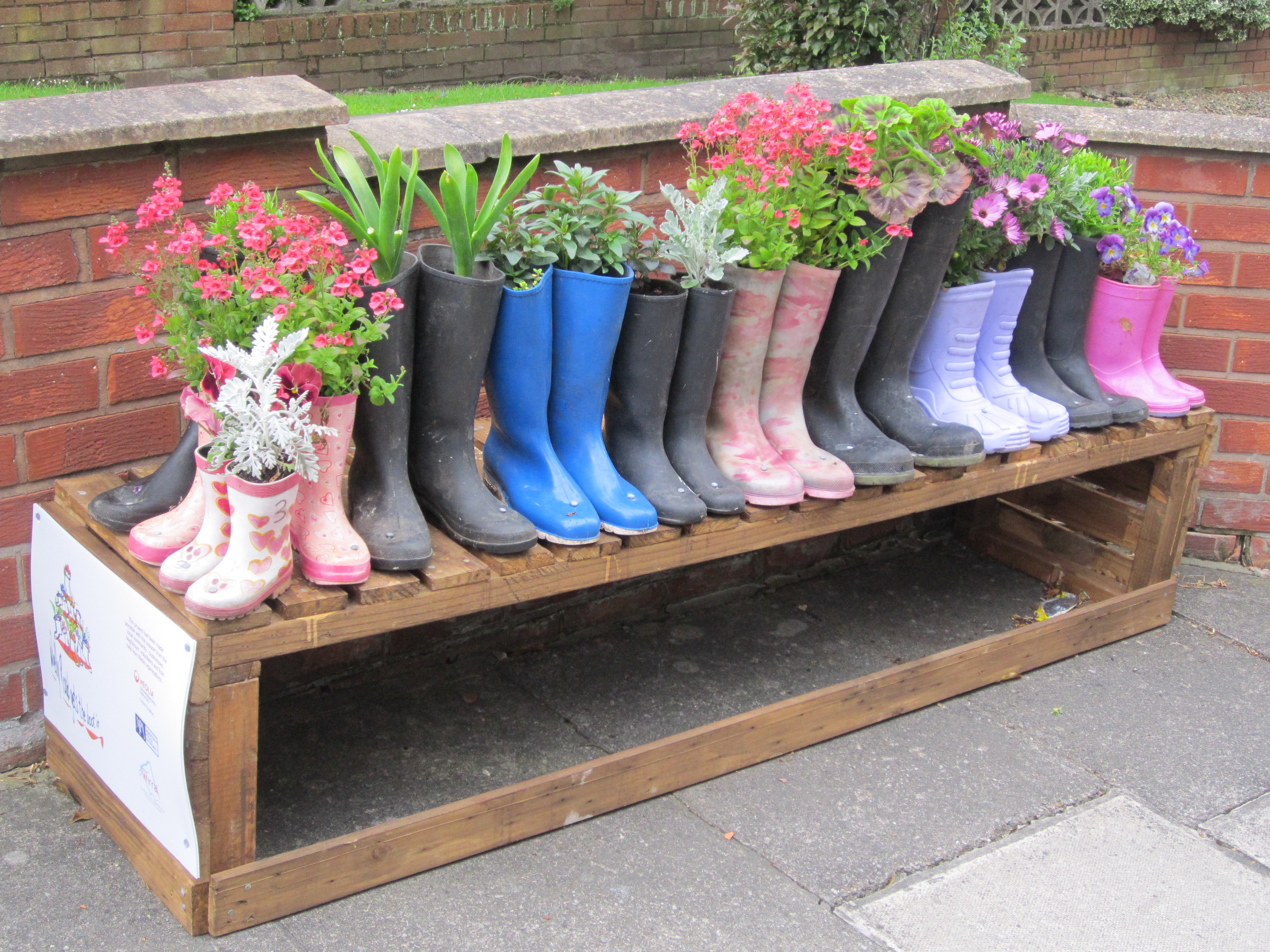
Stivali utilizzati come vasi

I moderni stivali Wellington sono impermeabili e spesso  realizzati in gomma o polivinilcloruro (PVC), un polimero alogenato. Di solito vengono indossati per camminare su di un terreno bagnato o fangoso oppure utilizzati per attraversare pozzanghere o ristagni d'acqua. In genere arrivano appena al di sotto del ginocchio, ma sono disponibili stivali più corti.
Gli stivali Wellington vengono adottati in diversi contesti industriali: dotati di punta rinforzata per l'industria pesante; per proteggere i piedi da fango e sporcizia nelle miniere, dagli sversamenti chimici negli impianti chimici e dall'acqua, dalla sporcizia e dal fango nei lavori di orticoltura e agricoltura; vengono usati anche in ambito igienico-sanitario nelle sale operatorie. Esiste anche un'altra tipologia di stivali, utilizzato in ambito nautico per evitare di danneggiare il ponte di un'imbarcazione con il calpestio (dotati, in questo caso, di suole antitraccia e antiscivolo).